# Picathartes oreas
El picatartes cuelligrís (Picathartes oreas) es una especie de ave mediana de largo cuello y cola, perteneciente a la familia Picathartidae. No se han reconocido subespecies, aunque algunos creen que forme una superespecie con el picatartes cuelliblanco.

## Descripción
El picatartes cuelligrís es grisáceo de su parte superior, un pecho de color gris claro, y las partes inferiores de color limón. Su extraordinaria larga cola se utiliza para mantener el equilibrio, y cuenta con unos musculosos muslos. La cabeza casi no tiene plumas, dejando una piel expuesta de color azul en la frente y la mandíbula superior y carmín en la coronilla. Las mejillas y los ojos están cubiertos por grandes círculos negros, que, aunque estrechos, unen y dividen las pieles carmín y azul entre el pico y la coronilla. Aunque el ave es generalmente silenciosa, se conocen algunos tipos de llamados.

## Distribución y hábitat
Este paseriforme se encuentra principalmente en zonas rocosas de los bosques tropicales del suroeste de Nigeria y a lo largo de Camerún, Guinea Ecuatorial, y el suroeste de Gabón. Además, vive en la isla de Bioko. Su distribución es irregular, con poblaciones a menudo aisladas unas de otras. El picatartes cuelligrís normalmente elige vivir cerca de arroyos y oteros en su hábitat boscoso.

## Ecología
Esta ave se alimenta principalmente de insectos, aunque su dieta incorpora algo de materia vegetal, como frutas y botones florales. Una estrategia de alimentación es seguir a las multitudes de hormigas guerreas Dorylus, alimentándose de los insectos sofocados por las hormigas. Estos picatartes se mueven por el bosque principalmente a través de una serie de saltos y brincos, o vuelos cortos entre la vegetación baja. Viajan ya sea solos o en pequeños grupos. Esta especie rara vez vuela largas distancias. El picatartes cuelligrís es monógamo y las parejas anidan solas o en proximidad de otras parejas, a veces en colonias de dos a cinco nidos, aunque existe un registro de una colonia de cuarenta nidos. Sus nidos están construidos con barro en forma de copa profunda asentados en superficies rocosas, generalmente en cuevas o acantilados. Pone dos huevos dos veces al año. Aunque las aves se crían en colonias, existen casos de infanticidio en esta especie, con aves intentando matar a las crías de otras parejas. Los pichones maduran en aproximadamente un mes.
Esta especie está clasificada como vulnerable ya que su disminución y fragmentación poblacional está siendo ocasionada por la destrucción del hábitat. Un plan de conservación se ha elaborado para esta especie, y la investigación de su distribución actual está en curso. Algunos de los pueblos indígenas de Camerún le tienen un alto respecto o, en algunos casos, le temen. Hoy en día, esta ave es considerada una de las aves más deseables de África por los observadores de aves y es un símbolo del ecoturismo en toda su gama.